# فلو (بازیکن فوتبال، زاده ۱۹۳۶)
فلو (انگلیسی: Felo؛ زادهٔ ۲۴ اکتبر ۱۹۳۶) بازیکن فوتبال اهل اسپانیا است.
از باشگاه‌هایی که در آن بازی کرده‌است می‌توان به باشگاه فوتبال لاس پالماس، باشگاه فوتبال سویا، و باشگاه فوتبال رئال مادرید اشاره کرد.